# OpenAI o3
OpenAI o3 — это генеративная предварительно обученная трансформерная модель (GPT), разработанная OpenAI в качестве преемника OpenAI o1. Она предназначена для того, чтобы уделять дополнительное время обдумыванию при ответах на вопросы, требующие пошагового логического рассуждения. Полная версия была выпущена для пользователей ChatGPT 31 января 2025 года.

## История
Модель OpenAI o3 была анонсирована 20 декабря 2024 года, при этом обозначение «o3» было выбрано для избежания конфликта с товарным знаком мобильного оператора O2. Модель доступна в двух версиях: o3 и o3-mini. OpenAI пригласила исследователей в области безопасности и защиты для подачи заявок на ранний доступ к этим моделям до 10 января 2025 года. 31 января 2025 года OpenAI выпустила o3-mini для всех пользователей ChatGPT (включая бесплатный тариф) и пользователей API. Также была выпущена более мощная модель — o3-mini-high.

## Возможности
Для обучения o3 перед генерацией ответов использовалось обучение с подкреплением, при этом применялся подход, который OpenAI называет «частной цепочкой рассуждений». Этот метод позволяет модели планировать наперёд и последовательно обрабатывать задачи, выполняя серию промежуточных этапов рассуждения для помощи в решении проблемы, что требует дополнительных вычислительных ресурсов и увеличивает задержку ответов.
Модель o3 демонстрирует значительно лучшие результаты по сравнению с o1 при выполнении сложных задач, включая программирование, математику и науки. OpenAI сообщила, что o3 набрала 87,7 % по тесту GPQA Diamond, который включает вопросы по науке экспертного уровня, недоступные в открытом доступе.
На SWE-bench Verified — бенчмарке по программной инженерии, оценивающем способность решать реальные проблемы с GitHub, o3 набрала 71,7 %, тогда как o1 — 48,9 %. На платформе Codeforces o3 набрала 2727 баллов по рейтингу Эло, в то время как o1 – 1891 балл.
На бенчмарке Abstraction and Reasoning Corpus for Artificial General Intelligence (ARC-AGI), оценивающем способность ИИ решать новые, сложные задачи по логике и освоению навыков, точность o3 оказалась в три раза выше, чем у o1.